# Aulacodes methodica
Aulacodes methodica is een vlinder uit de familie van de grasmotten (Crambidae), uit de onderfamilie van de Acentropinae. De wetenschappelijke naam van deze soort is voor het eerst gepubliceerd in  yet door Edward Meyrick.
De soort komt voor in Peru.